# Айгир'ял
Айгир'я́л (рос. Айгырьял) — присілок у складі Білокатайського району Башкортостану, Росія. Входить до складу Янибаєвської сільської ради.
Населення — 188 осіб (2010; 203 у 2002).
Національний склад:
- башкири — 97 %

Стара назва — Айгір'ялово.